# جی‌لی
جی‌لی (به لاتین: Cəyli) یک منطقه مسکونی در جمهوری آذربایجان است که در شهرستان کردامیر واقع شده است. جی‌لی ۱۵۶۷ نفر جمعیت دارد.